# アトランタ・スラッシャーズ
アトランタ・スラッシャーズ（Atlanta Thrashers）は、かつてアメリカ合衆国に存在した男子プロアイスホッケーチーム。本拠地はアメリカ合衆国ジョージア州アトランタ。ナショナルホッケーリーグ(NHL)に加盟していた。
チーム名とロゴはジョージア州の州鳥チャイロツグミモドキ（brown thrasher）に由来する。
2011年5月、アトランタ・スラッシャーズはカナダの企業に所有権が譲渡され、マニトバ州ウィニペグに本拠地を移動しチーム名をウィニペグ・ジェッツに改名することが正式に発表された。

## 歴史
アトランタ・スラッシャーズは1997年にアトランタ・フレームスの代替チーム（フレームスは1980年にカルガリーに移転しカルガリー・フレームスとなった）として、NHLのフランチャイズ権を獲得した。新生スラッシャーズは、1999年のドラフトにおいて第1巡目の1位指名でパトリック・ステファン (Patrik Stefan) を得る。設立後初試合は、1999年10月2日 対ニュージャージー・デビルス戦で1対4で敗北に終わった。
2003年9月オーナーのタイム・ワーナー社は、同じアリーナを使用するNBAのアトランタ・ホークスとともに、チームを幹部グループへと売却した。同月には、スターFWであったダニー・ヒートリー (Dany Heatley) が愛車フェラーリを運転中の自損事故により重傷を負い、同乗のセンター、ダン・スナイダー (Dan Snyder) は帰らぬ人となった。スラッシャーズは2003-2004シーズン中、スナイダーの追悼に身をささげ、彼の纏った37番の入った黒い喪章を付けて試合に臨んだ。
また、ヒートリーは2004年から2005年のNHLロックアウトの後、オタワ・セネターズにトレードされた。この見返りとしてチームが獲得したのが2006-2007年に100ポイントを上げ、プレーオフ進出に貢献したマリアン･ホッサ（Marian Hossa）と、堅実な守備が売りのグレッグ・デ・ヴリース（Greg de Vrie）である。
2007年度に念願のプレーオフ初進出を果たしたが、第1ラウンドで、ニューヨーク・レンジャースに4連敗のスウィープを食らった。その後は、ザック・ボゴシャン(Zach Bogosian)やエヴァンダー・ケーン(Evander Kane)などの有望株もいたものの、プレーオフ進出を果たすことはできなかった。
そして、2011年5月にカナダの企業「トゥルー・ノース（True North Sports and Entertainment）社」に所有権が譲渡された。マニトバ州ウィニペグに本拠地を移動し、チーム名をウィニペグ・ジェッツに改名することが発表され、同年6月にNHLから正式に承認された。

## シーズン別の成績
| 年      | 試合 | 勝 | 負 | 分 | OL | GF  | GA  | PTS | 最終順位 | プレイオフ      |
| 1999-00 | 82   | 14 | 57 | 7  | 4  | 170 | 313 | 39  | 南東5位  | 進出せず        |
| 2000-01 | 82   | 23 | 45 | 12 | 2  | 211 | 289 | 60  | 南東4位  | 進出せず        |
| 2001-02 | 82   | 19 | 47 | 11 | 5  | 187 | 288 | 54  | 南東5位  | 進出せず        |
| 2002-03 | 82   | 31 | 39 | 7  | 5  | 226 | 284 | 74  | 南東3位  | 進出せず        |
| 2003-04 | 82   | 33 | 37 | 8  | 4  | 214 | 243 | 78  | 南東2位  | 進出せず        |
| 2005-06 | 82   | 41 | 33 | 3  | 5  | 281 | 275 | 90  | 南東3位  | 進出せず        |
| 2006-07 | 82   | 43 | 28 | 7  | 4  | 246 | 245 | 97  | 南東1位  | 第1ラウンド敗退 |
| 2007-08 | 82   | 34 | 40 | 2  | 6  | 216 | 272 | 76  | 南東4位  | 進出せず        |
| 2008-09 | 82   | 35 | 41 | -  | 6  | 257 | 280 | 76  | 南東4位  | 進出せず        |
| 2009-10 | 82   | 35 | 34 | -  | 13 | 234 | 256 | 83  | 南東2位  | 進出せず        |
| 2010-11 | 82   | 34 | 36 | -  | 12 | 223 | 269 | 80  | 南東4位  | 進出せず        |